# Radcliffe Football Club
Il Radcliffe Football Club, precedentemente alla stagione 2018-2019 denominato Radcliffe Borough, è una società calcistica inglese fondata il 24 maggio 1949, con sede a Radcliffe.
La squadra milita nella Northern One Division One North, divisione che ha vinto nel 1996-1997, mentre ha vinto i playoff nel 2002-2003. Nel 2000-2001 ha raggiunto il primo turno nella FA Cup per la prima volta nella sua storia.

## Giocatori principali
- Gordon Armstrong
- Jody Banim
- Peter Barnes
- Ian Bishop
- Nick Culkin
- Craig Dawson
- George Evans
- George Glendon
- Alan Kennedy
- Chris Makin
- Darren Sheridan
- Frank Worthington
- Raul Correia
- Khius Metz

## Palmarès

### Competizioni nazionali
- Northern Premier League: 1

2023-2024
- Northern Premier League Division One: 1

1996-1997

### Competizioni regionali
- Lancashire Combination League Cup: 1

1969-1970
- North West Counties Football League: 1

1984-1985
- Manchester Premier Cup: 2

1997-1998, 2022-2023